# Сати (филм)
Сати (енгл. The Hours) је драмски филм из 2002. године, америчке и британске продукције, коју је режирао Стивен Долдри, а главне улоге тумаче Никол Кидман, Џулијана Мур, Мерил Стрип и Ед Харис. Сценарио је написао Дејвид Хер по истоименом роману Мајкла Канингема, награђеним Пулицеровом наградом 1999. године.

## Заплет
Заплет се базира на животима три жене које живе у три различита временска периода али су њихови животи повезани романом "Госпођа Даловеј" Вирџиније Вулф. Прва је сама Вирџинија Вулф која покушава да се извуче из дубоке депресије и менталне нестабилности пишући овај роман. Друга је Лора Браун, трудна домаћица, која се бори са несрећним браком и животном колотечином, уједно читајући „Госпођу Даловеј“. Трећа је Клариса Вон која ће морати да преиспита свој живот припремајући забаву свом пријатељу Ричарду који умире од АИДС-а. Њен живот би требало да представи неку врсту Кларисе Даловеј, главног лика „Госпође Даловеј“, смештену у савремено доба.

## Реакција критике и публике
Реакције критике су биле екстремно позитивне. На сајту Metacritic, који сакупља рецензије америчких критичара, „Сати“ су добили оцену 81 од 100, што означава „универзално критичко признање“. Већина критичара је имала само речи хвале за три главне глумице, Кидман, Мур и Стрип, те за целокупну глумачку поставу филма.
Иако у првим недељама приказивања није имао велику гледаност, филм је касније стекао популарност захваљујући позитивним критикама, те многобројним наградама које су стигле у јануару и фебруару 2003. године. У САД, филм је зарадио невероватних 41,6 милиона америчких долара, те још накнадних 67,2 милиона америчких долара на међународном тржишту. Укупна зарада од 108,8 милиона америчких долара је надалеко надмашила буџет од 25 милиона америчких долара, учинивши филм изненађујућим Бокс офис хитом зимске сезоне 2002/3 године.

## Награде
Сати је укупно добио 33 награде, уз још 67 номинација. Филм је био номинован за чак 9 Оскара (награда Америчке академије филмских уметности и наука) 2003. године, укључујући за најбољи филм, режију, сценарио, те најбољу главну (Кидман) и споредну (Мур) глумицу, и споредног глумца (Харис). На крају вечери, једино је Никол Кидман добила Оскара за интерпретацију Вирџиније Вулф.
Од других награда, филм је добио и Златни глобус за најбољу драму године и најбољу глумицу у драми, за Кидманову. Кидманова је такође добила и БАФТА награду британске филмске академије за најбољу глумицу у главној улози.

## Главне улоге
| Глумац            | Улога          |
| ----------------- | -------------- |
| Никол Кидман      | Вирџинија Вулф |
| Џулијана Мур      | Лора Браун     |
| Мерил Стрип       | Клариса Воган  |
| Ед Харис          | Ричард Браун   |
| Стивен Дилејн     | Леонард Вулф   |
| Миранда Ричардсон | Ванеса Бел     |
| Џеф Денијелс      | Луис Вотерс    |